# Bodegas del Diezmo Nuevo
Bodegas del Diezmo Nuevo es una bodega familiar ubicada en Moguer y registrada para la elaboración, almacenamiento, crianza o envejecimiento y embotellado de vinos. Más conocida en Moguer como Bodegas Sáenz, fue fundada en 1770 y es una de las cinco bodegas en activo más antiguas de España. Destaca por ser pioneros en la elaboración de vermut, Vino de naranja y vino de fresa. Se integra dentro de la Denominación de Origen Condado de Huelva, y su "Vino de Naranja Sáenz" en la Denominación de Origen "Vino Naranja del Condado de Huelva". y dentro de la Indicación geográfica protegida (IGP) europea "Vino Naranja del Condado de Huelva".

## Historia
Las Bodegas del Diezmo Nuevo fueron fundadas en 1770 por la familia riojana Sáenz, de Nestares de Cameros, que se afincaron en Moguer, instalando las bodegas en el desamortizado Convento del Diezmo Nuevo de Moguer. Fueron pioneros en la venta de vino embotellado, algo inusual en aquellos momentos ya que todo el vino se solía vender a granel. Su primer administrador fue Ramón Rodríguez.

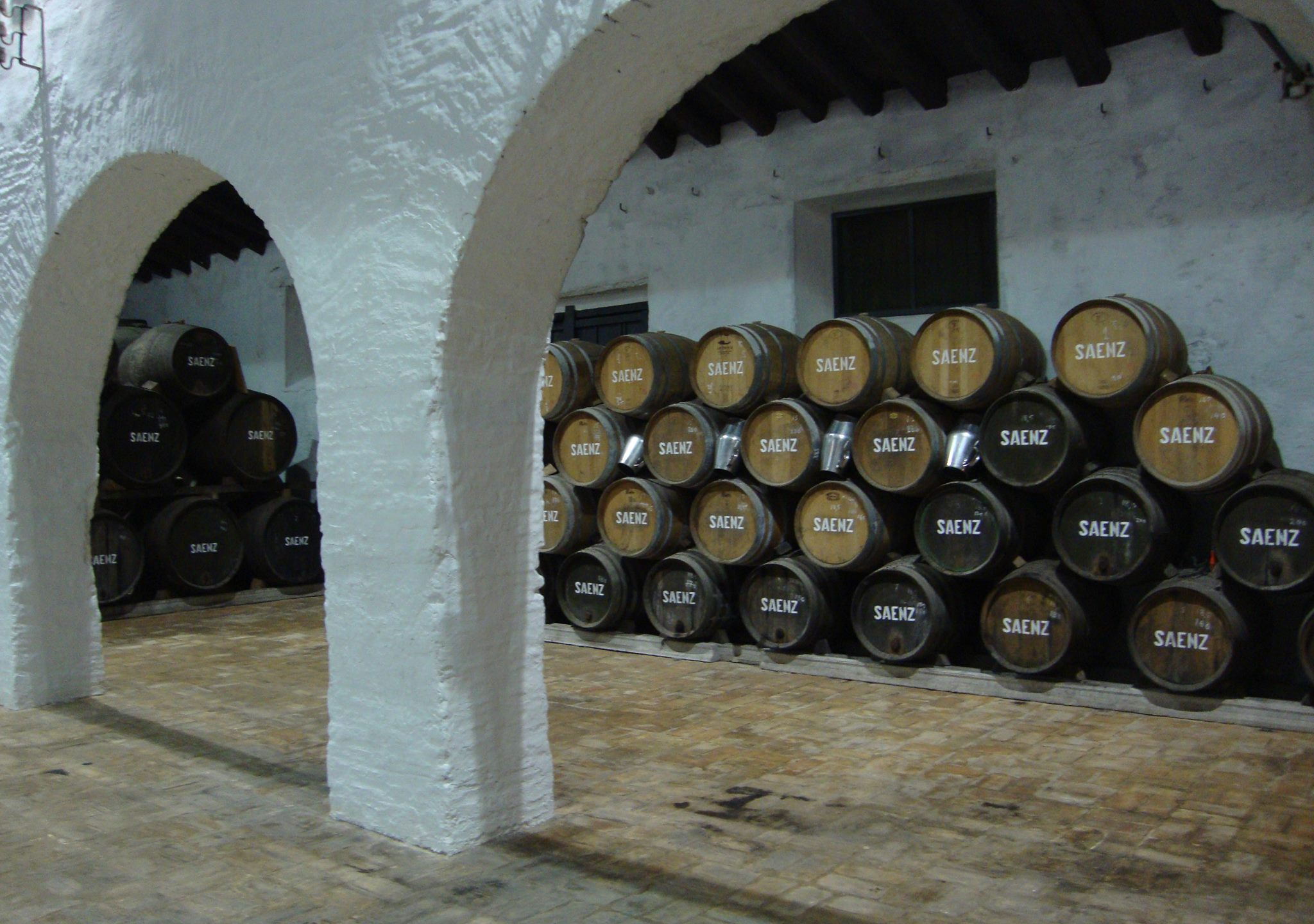
Interior de Bodegas.

Posteriormente, en 1840, lo sigue Eleuterio Rodríguez Larios. En 1860 su sobrino Antonio Sáenz Rodríguez crea la formulación del Vino de naranja y en 1870 regresa de Argentina,  y empiezan a  fabricar  vermut, bajo la marca “Vermut Melquiades Sáenz”, mejorando la fórmula con la maceración de más de 80 hierbas, entre ellas el ajenjo, y exportando sus producciones a Argentina, donde los comercializa su hermano Melquiades, consiguiendo un notable éxito de ventas.
En 1876, también regresa a Moguer Melquíades y fundaron la “Sociedad Melquiades Sáenz y Compañía”.
En 1923 muere Antonio Sáenz Rodríguez, y su hijo Cosme Sáenz Jiménez, enólogo de profesión, y con sólo 18 años, entra a formar parte de la Sociedad Melquiades Sáenz y Compañía. La mayor parte de la producción se exportaba. 
En los difíciles años de la Posguerra Civil, la sociedad pasa momentos muy complicados llegándose a plantear el cierre de la legendaria bodega, como sucedió con el resto de bodegas del municipio, entre ellas la de los padres del poeta Juan Ramón Jimenez. Posteriormente les prohibieron la exportación de los caldos, teniendo que reinventarse, y reorientar la producción a nuevos mercados.
En 1974 empieza un nuevo ciclo de la bodega pasando de sociedad a persona física a nombre de Cosme Sáenz. Y tras su fallecimiento en el año 2000 la bodega comenzó a regirse por una comunidad de bienes, "Herederos de Cosme Sáenz Jiménez, CB", formada por su hijo Antonio Sáenz Azcárate y sus tres hermanas, cuya mercantil continua actualmente la explotación.
Cabe reseñar que en una finca de las Bodegas del Diezmo Nuevo, donde se cultiva las actuales vides de la empresa, se descubrió en 2015 que existían unas cepas centenarias desconocidas. Tras las primeras investigaciones de la Universidad de Huelva y el Consejo regulador de la D.O. Condado de Huelva, se ha descubierto que se trata de una variedad de uva tinta, denominada Tintilla de Moguer o Tinta de Moguer, autóctona de la zona y que no se cultiva en ningún otro lugar del mundo. Desde entonces ambos organismos vienen investigando con el propósito de ofrecer un tinto de calidad y singular de la D.O.

## Productos

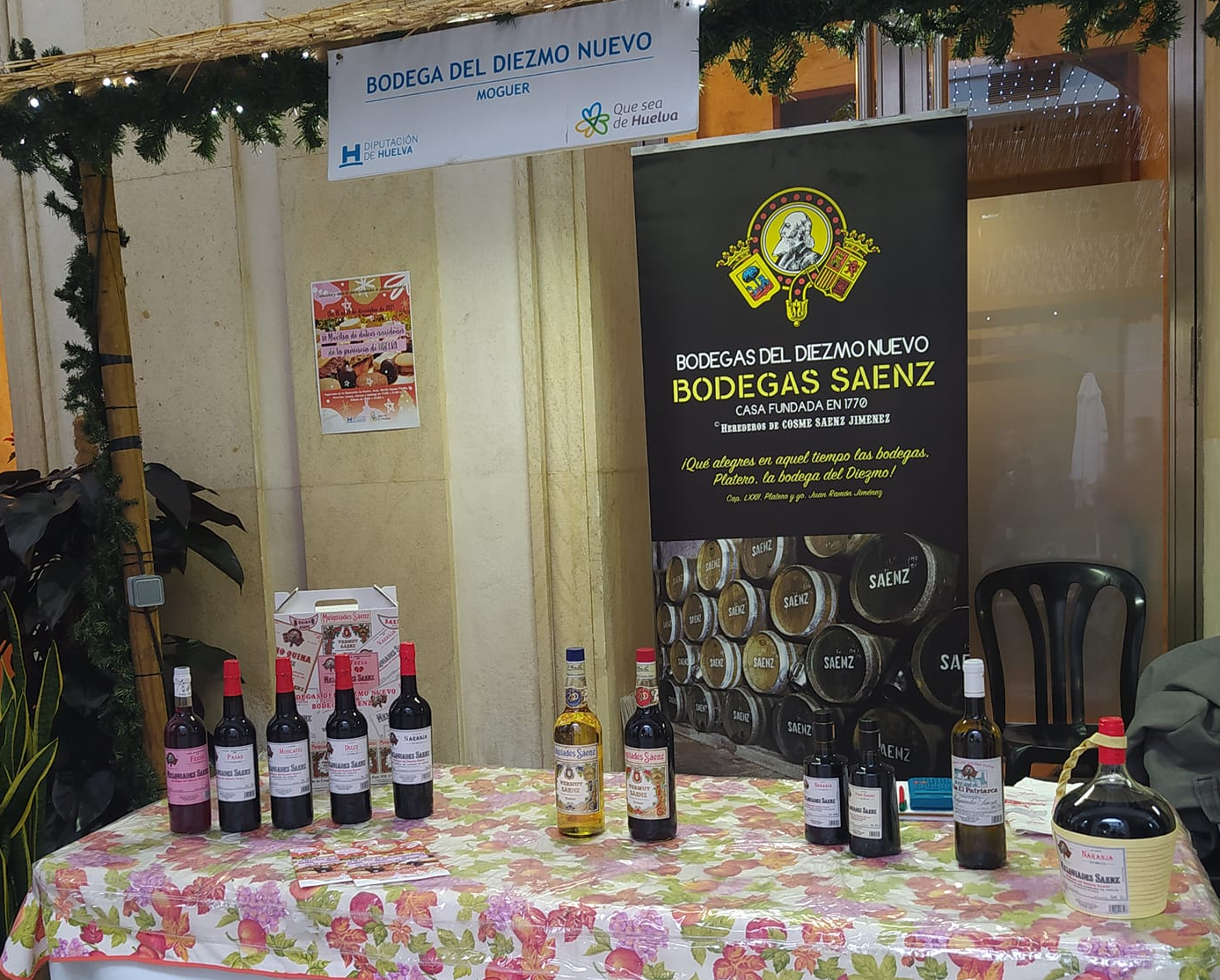
Expositor de vinos de las Bodegas.

Las bodegas son elaboradores y embotelladores de una gran variedad de Vinos, dulces, blancos, tintos y aromatizados. De entre ellos cabe destacar su Vermut Melquiades Sáenz que es la primera marca nacional de vermut y el Vino de Naranja Sáenz que es un vino artesanal elaborado desde 1860, reconociéndose que las Bodegas del Diezmo Nuevo de Moguer, fue la primera Bodega que lo elaboró, en el decreto de creación de la  Denominación de Origen "Vino Naranja del Condado de Huelva", estando también en el seno de una Indicación geográfica protegida (IGP) europea del mismo nombre.
Sus Vinos están elaborados con distintas variedades, aunque todos tienen la base en la uva zalema, autóctona de la zona del Condado de Huelva.
Vinos Blancos: Vino Blanco Joven Afrutado, Vino Blanco Semidulce y Vino Condado Pálido.
Vinos Dulces: Vino Naranja Sáenz, Vino Fresas Sáenz, Vino Dulce Sáenz, Vino Moscatel Sáenz, Vino Pasas Sáenz, Vino Pedro Ximénez, Vino Dulce Blanco Sáenz, Vino Quina y Entrepalo. 
Marcas bajo la D.O. Condado de Huelva:
Viña Patriarca (BJ) y (BS); Solera Selecta (GV); Dulce Selecto (GL); Moscatel Sáenz (GL); Fino El Patriarca (GP); El Patriarca (GV); Solera 72 (GV); EntrePalos (GL) Condado de Huelva (B); Melquiades Sáenz (VN), Moscatel y Tinto El Patriarca (TCO) y (TCR).

## Reconocimientos
- 1929: Le concedieron el Gran Premio de Barcelona.
- 1929: Medalla de Oro de la Exposición Universal Iberoamericana de Sevilla por sus Vinos Quina, Vermut y Coñac.
- “Solera 1972” posee dos medallas de oro: En 2005 Medalla de Oro en Vinoble Jerez en cata internacional; y en 2007 en el concurso internacional de Vino de Andalucía.
- 2019: Recibe 2 medallas de oro en la Cata Internacional Virtus, con el Vermut Melquiades Sáenz y el Vino Generoso de Licor Entrepalo.[14]
- 2021: La DD.OO. Condado de Huelva le otorga la Insignia de Oro  por su trayectoria.[5]
- 2022: Recibe la Bandera de Andalucía en la modalidad especial a la Trayectoria, por sus 250 años de historia.[15]